# Gongkar (arrondissement)
Gongkar Dzong, Chinees: Gonggar Xian is een arrondissement in het noorden van de prefectuur Lhokha (Shannan) in de Tibetaanse Autonome Regio, China. In 1999 telde het arrondissement 46.154 inwoners.
De gemiddelde jaarlijkse temperatuur is 8,5 °C en jaarlijks valt er gemiddeld 360 mm neerslag.
In het arrondissement ligt de luchthaven Lhasa Gonggar.

Gongkar (arrondissement)
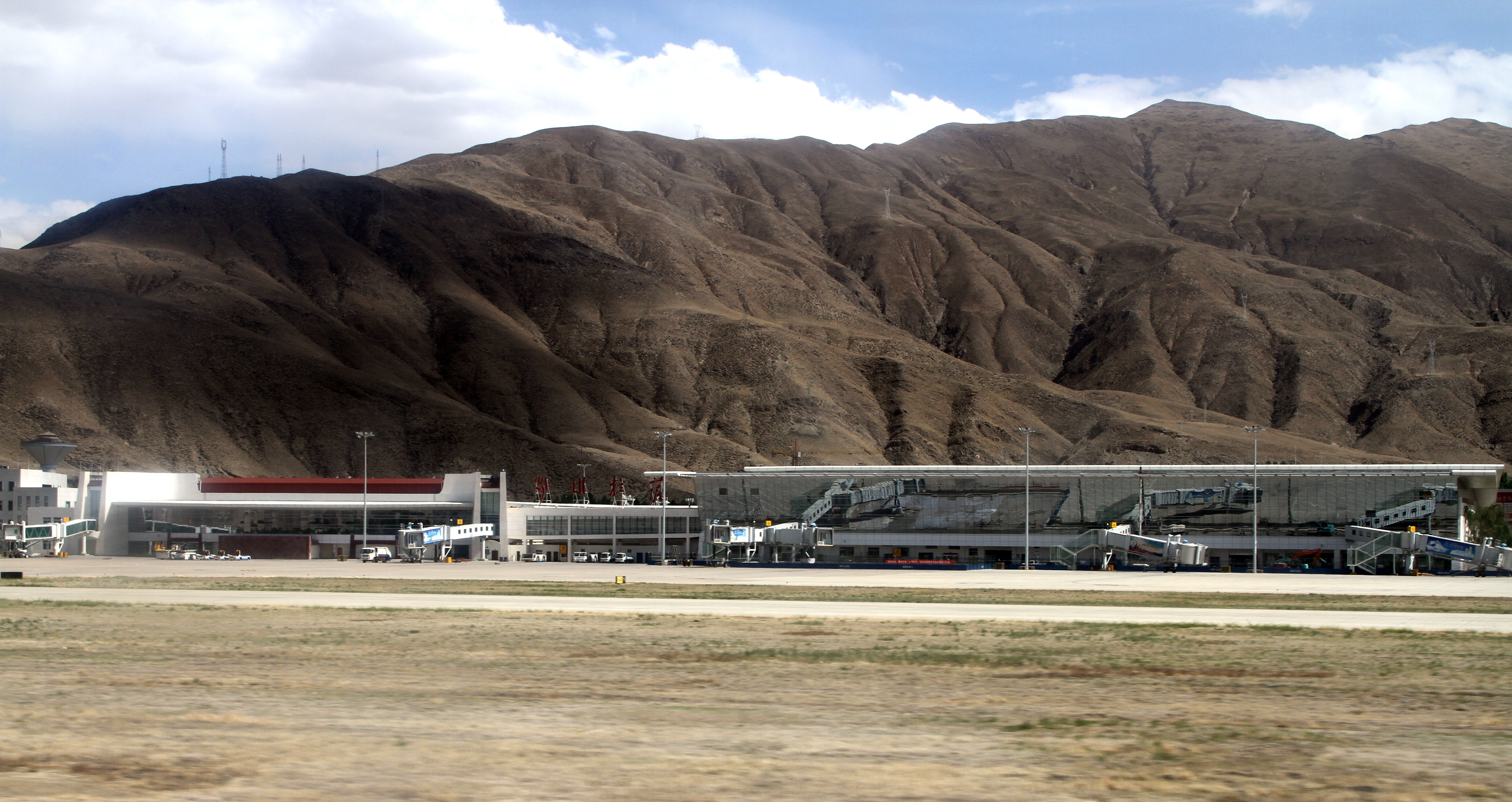
Luchthaven Lhasa Gonggar
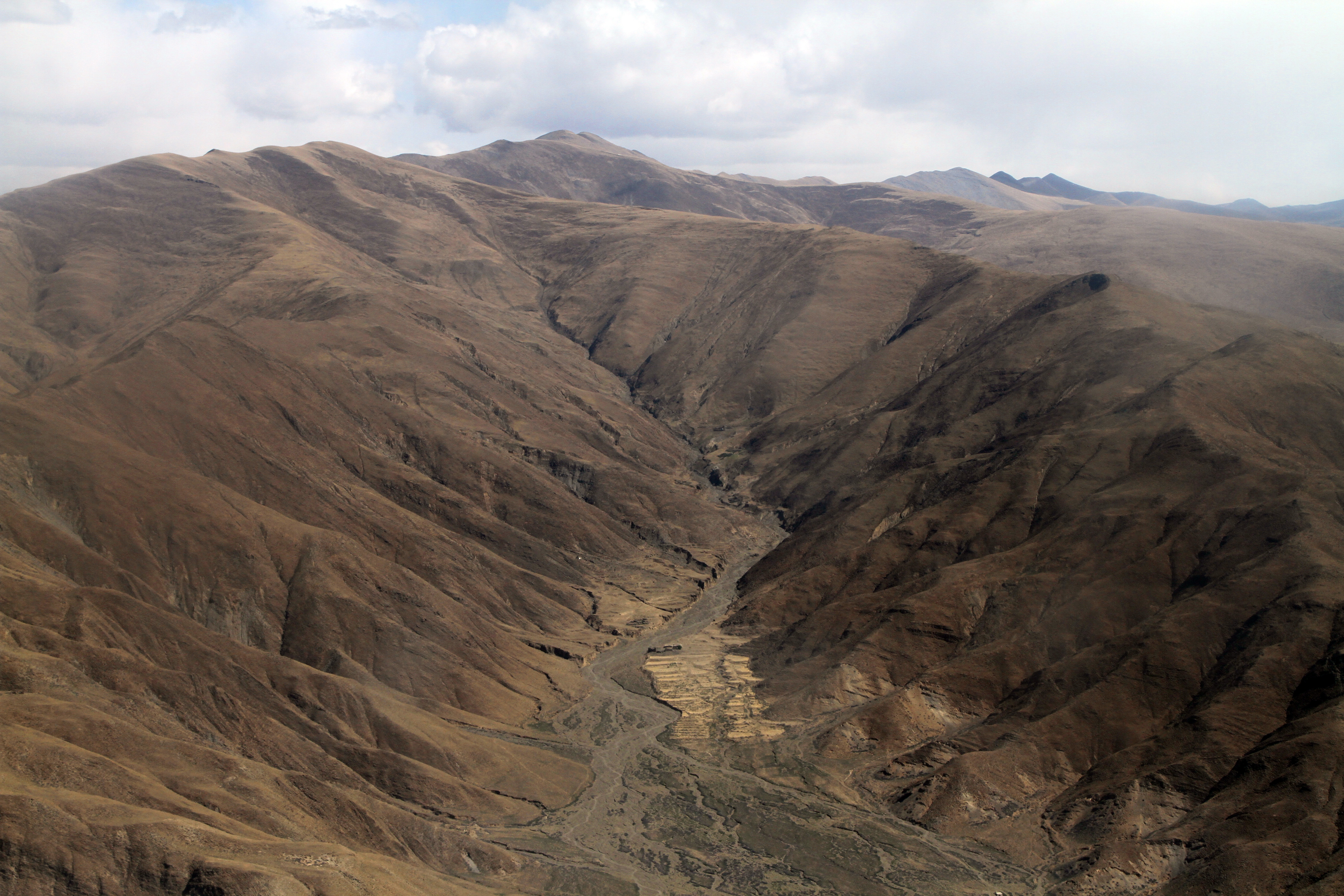
Gonggar
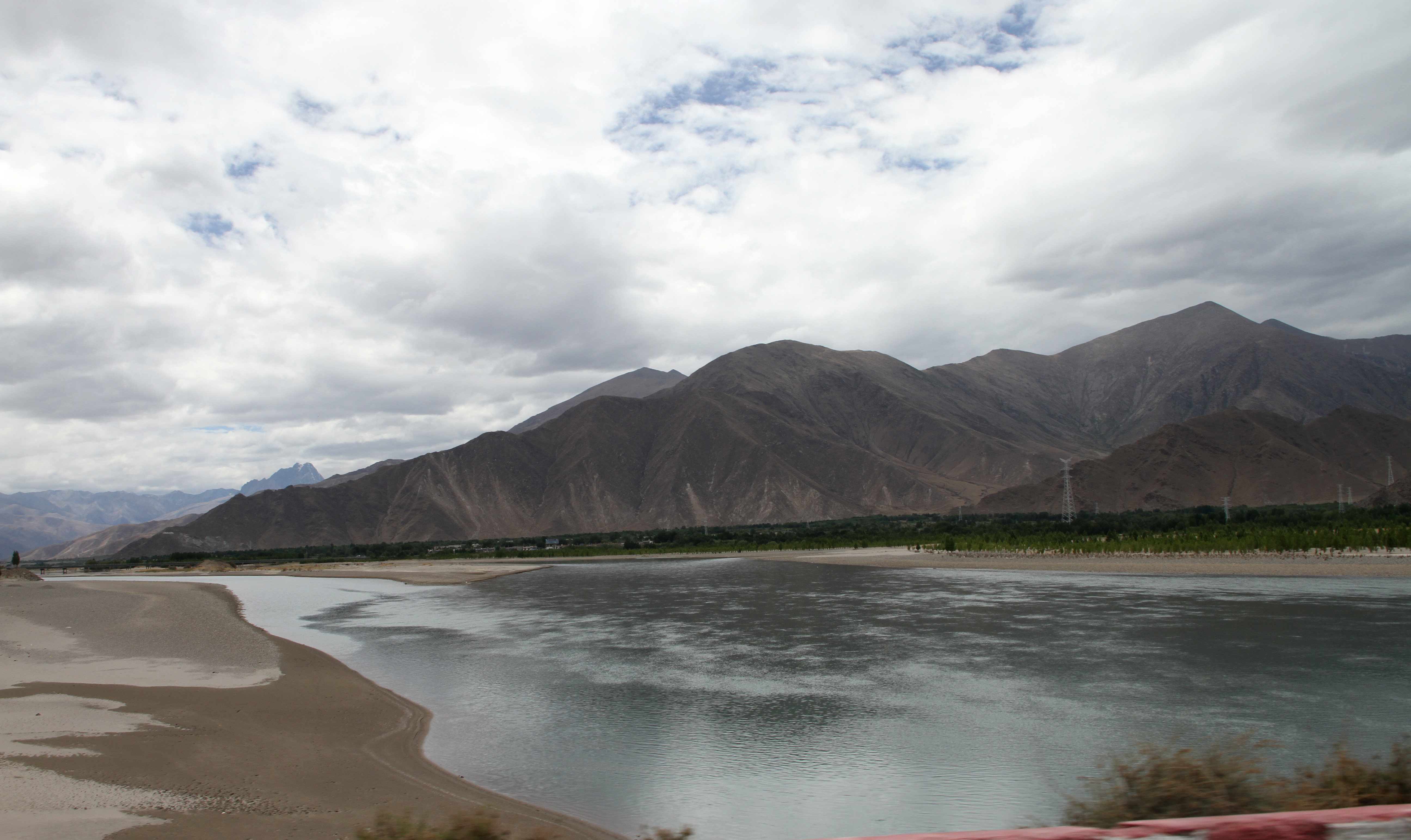
Yarlung Tsangpo
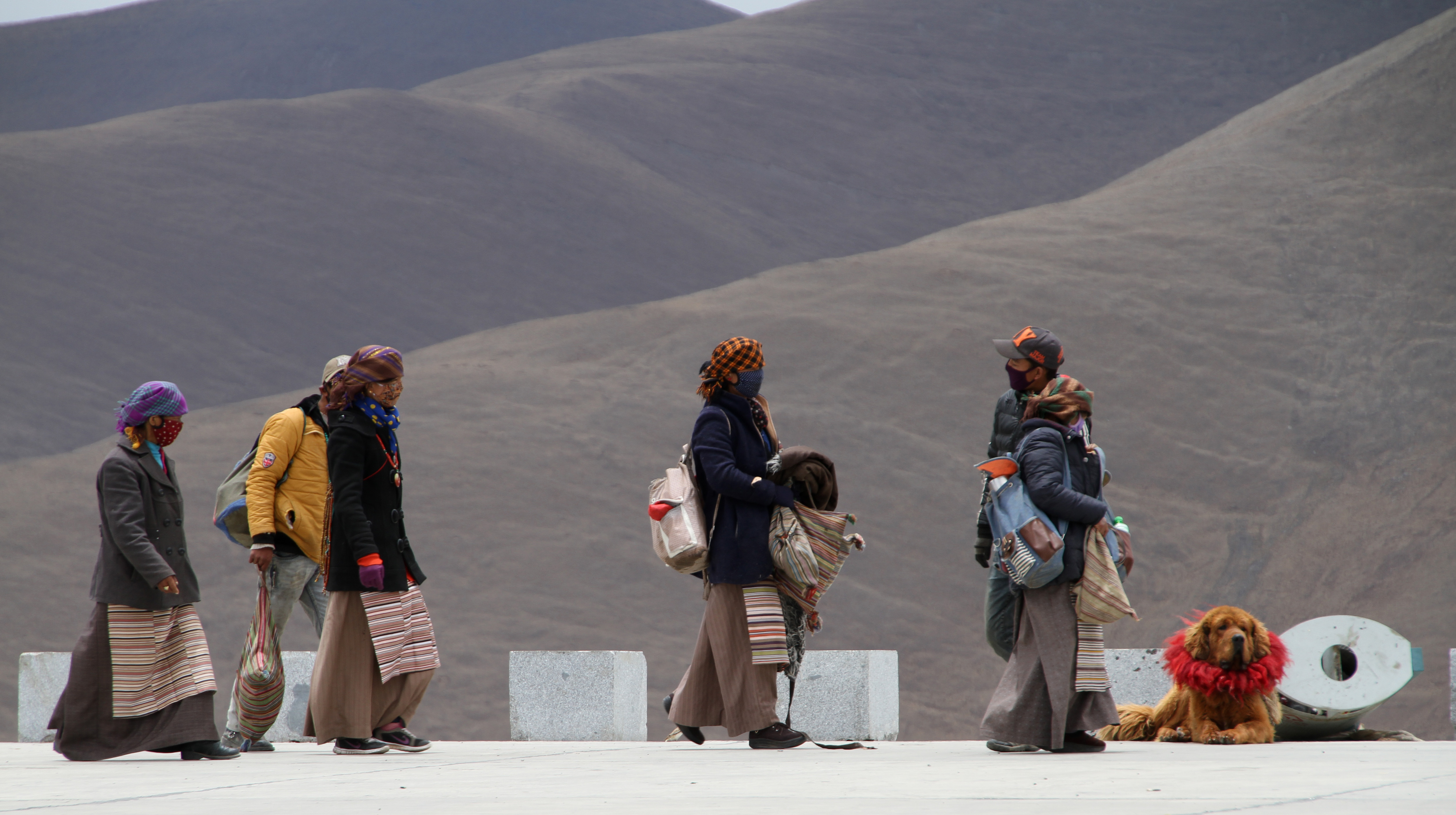
Kampa La 4793m
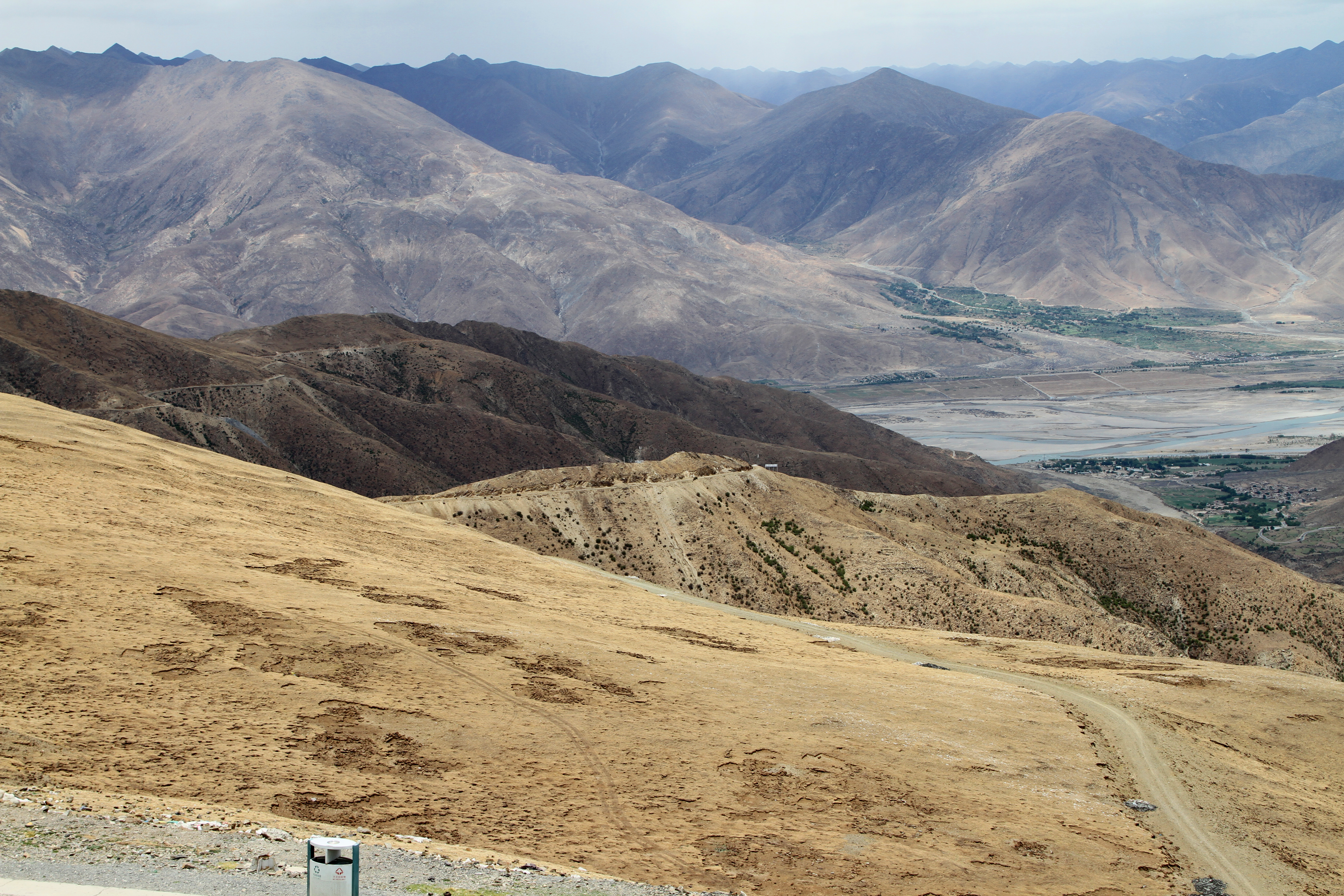
Kampa La
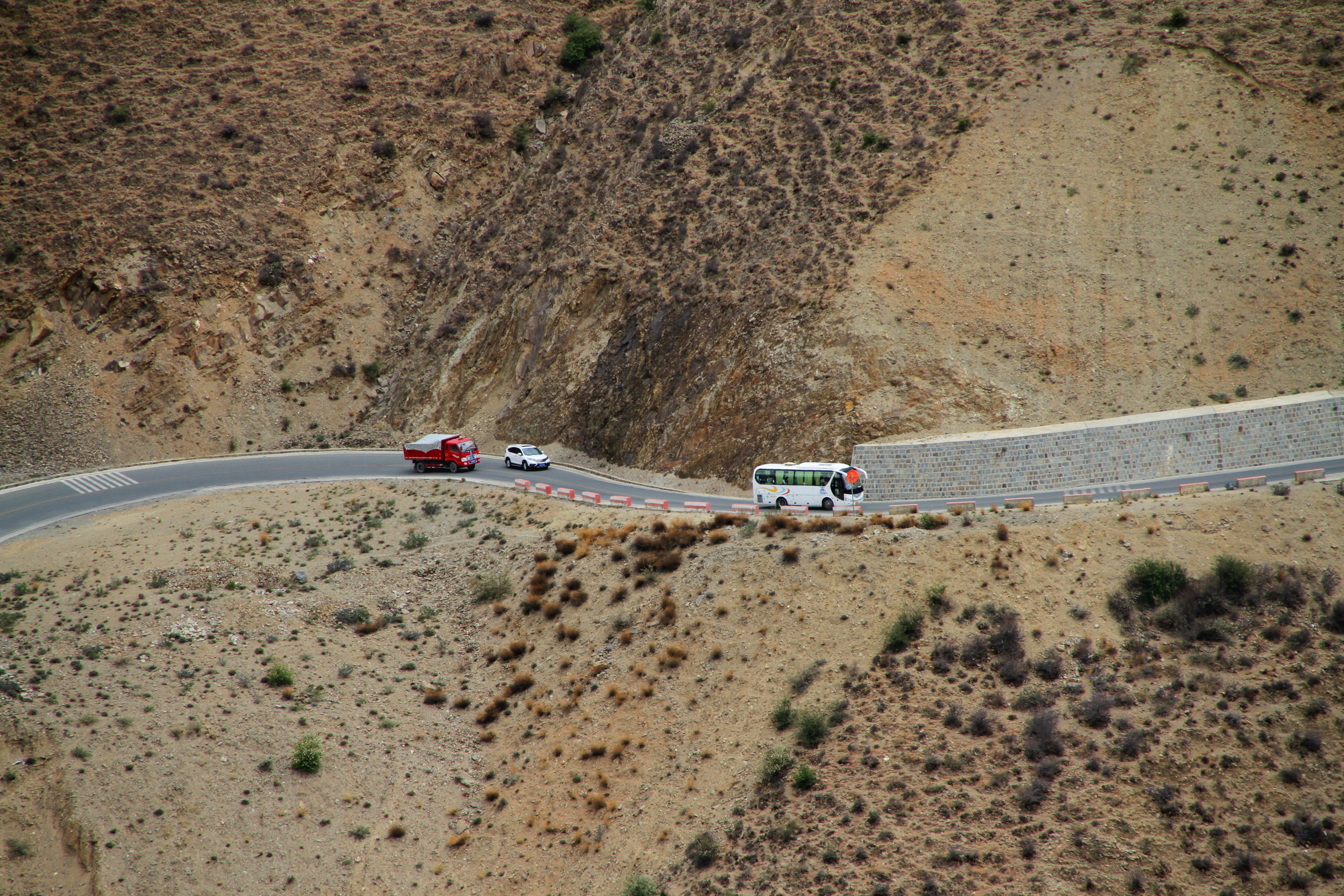